# تصوير مقطعي محوسب

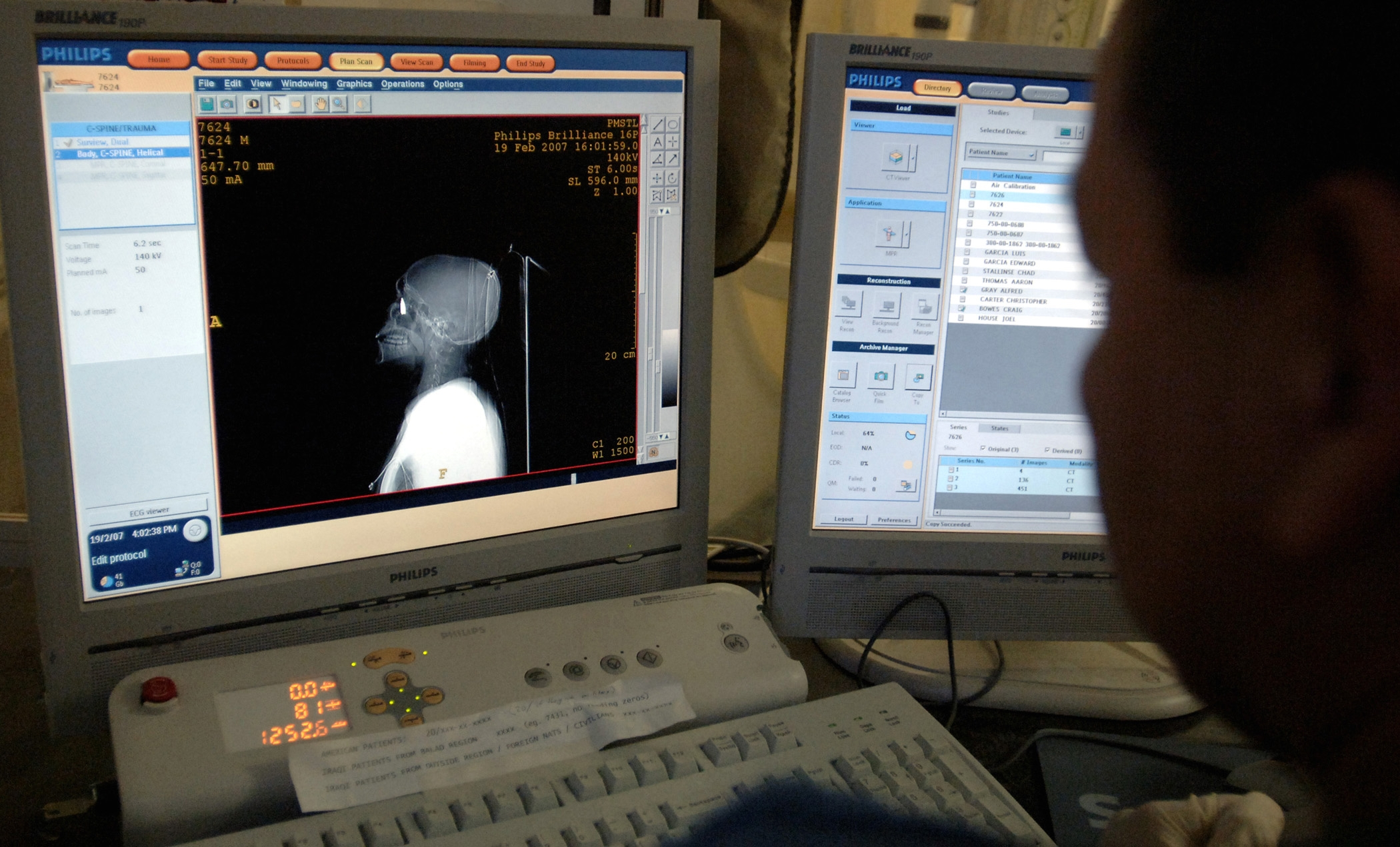
لوحة الضبط والتصوير المقطعي المحوسب CT

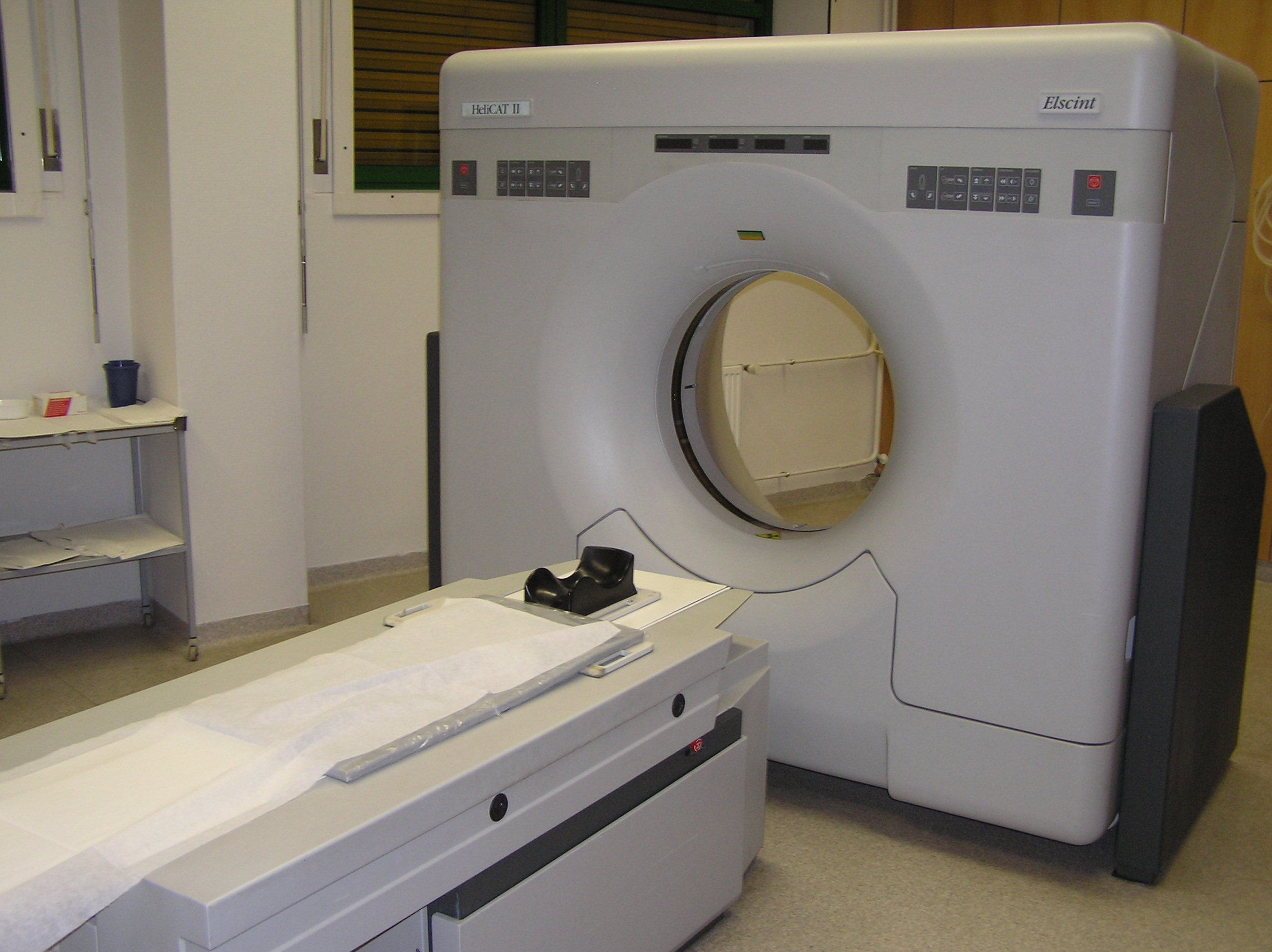
جهاز تصوير مقطعي محوسب CT.

التصوير المقطعي المحوسب أو الأشعة المقطعية (بالإنجليزية: CT scan) أو التصوير الطبقي المحوري هو أحد وسائل التصوير الطبي تعتمد على الأشعة السينية (أشعة إكس) تستخدم في تكوين صورة ثلاثية الأبعاد لأعضاء الجسم الداخلية. وتتكون عن طريق عدة صور ثنائية الأبعاد تُلتقط حول محور ثابت للدوران.
يتميز التصوير المقطعي المحوسب بوضوح عالي جدًا للصورة ويُظهِر تفاصيل العظام إظهارًا متناهي الدقة بعكس تصوير الرنين المغناطيسي الذي يصور الأنسجة الرخوة بدقة عالية، وَهذا الإجراء خالٍ من الألم.
تُعالج المعلومات والصور الناتجة عن جهاز التصوير المقطعي لتظهر أعضاء الجسم حسب قدرتها على منع مرور الأشعة السينية عبرها، وأيضا يمكن أن تستخدم هذه المعلومات في رسم صور ثلاثية الأبعاد، وَالصور التي يُحصل عليها هي مَقْطَعِيَّة عرضية بطبيعتها، وكل شريحة تَصْوير ثنائية الأبعاد تشبه مثلاً ما تراه عندما تقوم بقَطْع تفاحة إلى نصفين عبر الوسط ومن ثم تنظر إلى سطح القطع؛ فإذا بدأت ذلك من أعلى التفاحة نزولاً إلى الأسفل فسوف تحصل على سلسلة من الشرائح التي تمثل التركيب الكلي. وبالاستعانة بالحاسوب فإنه يمكن إعادة تركيب صور ثلاثية الأبعاد من هذه الشرائح الثنائية الأبعاد. استخدام هذا النوع من الأجهزة شائع جدا حول العالم، فمثلا في الولايات المتحدة 80 مليون شخص يخضعون لهذا التصوير سنوياٌ، و50 مليون في اليابان. يخشى العلماء أن استخدام هذا النوع من التصوير استخدامًا زائد قد يؤدي إلى سرطانات.
ليس الأطباء وحدهم من يستخدمون هذا الجهاز، فعلماء الآثار أيضا يستخدمونه في فحص الآثار القديمة كالتوابيت.
تعود تسميتها إلى كون هذه الطريقة تعطى صورًا شعاعية على شكل مقاطع للجسم، يجري التصوير المقطعي المحوسب بواسطة جهاز خاص، يسمى جهاز التصوير المقطعي المحوسب أو الماسحة المقطعية المحوسبة، تتميز هذه الطريقة بدقتها، تعطي صورًا واضحة، ويمكن أن تعطي صورًا لأماكن قد تكون من الصعب تصويرها بالتصوير الشعاعي التقليدي، كذلك يمكن عملها بسرعة ودقة.

## تاريخ
الرياضيات التي يقوم عليها التصوير المقطعي اقتُرحت في بدايات القرن التاسع عشر حينما اقترح أحد العلماء أن أي جسم يمكن رسمه من خلال عدد كبير من أسقاطاته الهندسية. بعد عدة سنوات قام عالم بولندي بإيجاد طريقة لإيجاد حل تقريبي للعديد من المعادلات الخطية الجبرية ، هذه الطريقة كانت هامة وضرورية في تشكيل الصورة في أول آلة تصوير مقطعي. في عام 1959 اقتُرحت فكرة مسح الرأس بواسطة الأشعة السينية والقدرة من خلالها على إيجاد الكتلة الشعاعية لسطح مستوي عبر الرأس. بُنيت أول آلة تصوير مقطعي في إنجلترا. أول عملية تصوير تمت عام 1971 في لندن  واستغرقت ما يقارب الساعتين ونصف.

## الاستخدامات
يستخدم التصوير المقطعي المحوسب في تشخيص أمراض عديدة مثل الأورام الخبيثة والحميدة في مناطق مختلفة في الجسم.

### المخ
المسح المقطعي للرأس يستخدم في تشخيص الأورام، النزيف الداخلي، والتكلسات. الأورام يمكن ملاحظتها بسهولة لأنها تتورم ويزداد حجمها فتحدث ضرراُ في الأنسجة المجاورة لها. سيارات الإسعاف غالباٌ ما تكون مجهزة بآلات تصوير مقطعي صغيرة  لفحص المصابين بسكتة دماغية أو بضربة على الرأس. غالبا ما يستخدم نوع خاص من هذه الآلات الذي يدعى (N-localizer)  في العمليات الجراحية التي تجرى عند استقصال ورم داخل القحف أو معالجة التشوهات الشريانية الوريدية .يمكن أيضا مسح الدماغ بواسطة جهاز الرنين المغناطيسي، ولكن بعض الأمراض والأورام لا يمكن ملاحظتها إلا من خلال التصوير المقطعي.

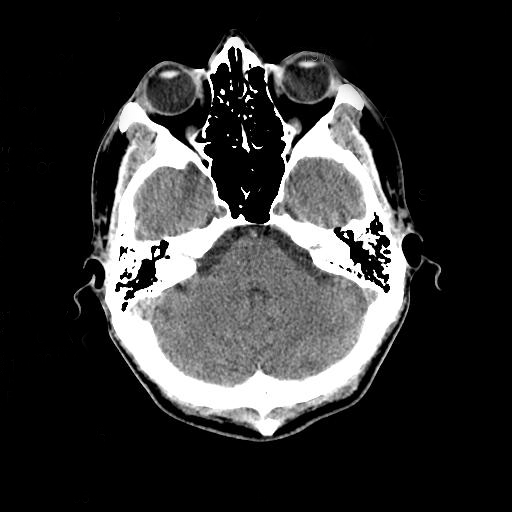
أشعة مقطعية للرأس توضح صورة المخ

### الصدر
يستخدم التصوير المقطعي المحوسب في تشخيص وملاحظة التغيرات التي تطرأ على نسيج الرئة الداخلي الأسفنجي. لا يمكن ملاحظة هذا النوع من التغيرات باستخدام الأشعة السينية العادية والرنين المغناطيسي. بالإضافة إلى ذلك، يستخدم هذا المسح في إيجاد الأورام السرطانية وغيرها في الرئتين. غالبا ما تؤخذ الصورة مقطعية المرتين، مرة عند الشهيق ومرة عند الزفير، تسمى هذه العملية بالتصوير المقطعي ذات الدقة العالية. عادة ما يخضع المرضى للعديد من الفحوصات خلال فترة زمنية قصيرة بواسطة هذه الأجهزة لمراقبة التغيرات التي تطرأ على الأشياء الغير طبيعية في صدرهم كالأورام والالتهابات. هذا الأمر ضار للغاية لأن التعرض للأشعة السينية تعرضًا كثيرًا قد يؤدي إلى ضرر في الجسم. استُخدم هذا النوع من الصورة تحديداً في تشخيص وتأكيد أو نفي إصابة الشخص بفيروس كورونا المُستجد.
- القلب (مهمة في تشخيص الشريان التاجي، نسبة التكلس مع إصابة ثلاث شرايين).
- البطن والحوض

وتستخدم في تصوير الشريان والأوردة بدل من الأشعة التداخلية وهي أكثر أمانًا وتستغرق وقت قصير وتشخيص الجلطة الرئوية بدل التصوير النووي.

## مميزات التصوير المقطعي المحوسب
يوجد العديد من الخصائص التي تجعل هذه الطريقة في المسح أفضل من بقية طرق المسح الطبي. أولا، التصوير المقطعي يمكنه أن يظهر صورة واضحة للعضو الذي يُصور دون إظهار الأعضاء التي تحيط به. فمثلاُ عند تصوير الرئتين لا يظهر القلب أو الأحشاء في الصورة. ثانياُ، التباين اللوني بين الأنسجة في الصورة تساعد الأطباء على معرفة الفرق في الكثافة الكتلية. بالإضافة إلى ذلك، يمكن لهذه الآلية أن تنتج صوراُ عالية الجودة من دون إصدار كمية كبيرة من الإشعاعات. أكثر ما يميز هذه الآلية هو عدم ضرورة وضع أي غاز أو جهاز مباشرة داخل الجسم كما هو الحال في القسطرة.

## المدَّة المُستغرقة
إن أجهزة التصوير الطبقي المحوري الحديثة تتيح لنا الحصول على الصور خلال بضع دقائق. وإذا كان من المطلوب حقن وريدي بمادة ملونة فإن ذلك سوف يتطلب وقتاً إضافياً لا يزيد عن بضع دقائق أيضاً وعادة ما تتراوح مدة الفحص بين 15-20 دقيقة.

## مدى الاستخدام
أستخدام التصوير المقطعي ازداد خلال العقدين الماضيين، ففي عام 1980 فقط 3 ملايين عملية تصوير مقطعي أُجريت على المرضى، أما في عام 2007 أُجريت ما يقارب 70 مليون عملية تصوير مقطعي في الولايات المتحدة الأمريكية. تقريبا %6 من عمليات التصوير أُجريت على الأطفال. هذا الإقبال الشديد ليس فقط في أمريكا، بل في .معظم بلدان العالم. المسبب الرئيسي هو أن معظم الأطباء يفضلون إجراء تصوير مقطعي للمرضى الذين يُدخلون بشكل طارئ للمستشفى بهدف تقييم وضعهم الصحي تقييمًا دقيقًا. أيضا من أهم الأسباب التي تجعل هذا التصوير شائع جداً هو سهولته وسرعته، فعملية التصوير وحدها تستغرق دقائق معدودة.

## كيف يجري التصوير
الجهاز الذي يصدر الأشعة السينية يدور دورةً دائريةً حول القسم المراد تصويره، وتقوم حساسات أو مستقبلات بتلقي الأشعة في الطرف المقابل من الدائرة. هذه المستقبلات كانت تحوي غاز الزينون (Xe) ولكن تُستبدل فيما بعد بمستقبلات أكثر فعالية. أجهزة التصوير القديمة كانت تقوم بتحريك الجسم الذي يُصور قليلاُ بعد أن يقوم الجهاز المصدر للأشعة السينية بدورة كاملة، أما الأجهزة الجديدة فهي تسمح للجسم بالحركة أثناء دوران الجهاز المصدر للأشعة حوله. التصوير المقطعي يستخدم في مجال الطب كأداة تشخيصية  خصوصاً قبل إجراء العمليات الجراحية. الصور التي تُلتقط يجب معالجتها قبل الحصول على صور مقطعية ذات دقة عالية للعضو الذي يُصور.

### كيف تُطبع الصورة
بيكسل هي نقطة ذات لون معين في الصورة ثنائية الأبعاد الناتجة عن التصوير المقطعي. فوكسل هي مثل البيكسل ولكن في صورة ثلاثية الأبعاد. لون البيكسل أو الفوكسل يعتمد على نفاذية الأشعة السينية عبر الأنسجة التي يُصور. واحدة النفاذية هي وحدة هاونسفيلد. أكثر الأنسجة نفاذاً تعطى قيمة 3070 وحدة هاونسفيلد، وأقلها نفاذاً -1024 وحدة هاونسفيلد. عندما تُطبع الصور، الأنسجة التي نفاذيتها أكثر من 80 وحدة هاونسفيلد تظهر باللون الأبيض، الأنسجة التي نفاذيتها أقل من 0 وحدة هاونسفيلد تظهر باللون الأسود، والأنسجة لتي نفاذيتها تقع ما بين 0 و80 وحدة هاونسفيلد تظهر باللون الرمادي، مدى دكونة اللون الرمادي تتعلق بدرجة النفاذية. أيضاً، عند الطباعة تظهر الصورة مقلوبة فالجزء الأيسر من الصورة يمثل الجزء الأيمن من المريض، والعكس صحيح.

## تحضيرات قبل البدء بعملية التصوير
قبل البدء بعملية التصوير يوجد العديد من الإجراءات التي يجب أخذها. أولاً، على المريض إخبار الطبيب في حال كان يعاني من أي حساسية تجاه مواد معينة لأنه سيُحقن بمادة تباينية. ثانياً، على المريض إخبار الطبيب في حال كان يعاني من اضطرابات أو أمراض سابقة متعلقة بالقلب أو الربو أو غيرها لأن هذه الأمراض قد تزيد من الآثار الجانبية للأشعة السينية. ثالثاً، على المريض التوقف عن الأكل قبل عدة ساعات من الفحص. من المفضل لبس ملابس مريحة وواسعة قبل التصوير المقطعي. وأخيراً يطلب من المريض خلع المجوهرات، الحلي، الأحذية والدبابيس لأنها قد تؤثر سلباً على الفحص.

## كيفية إجراء هذا الفحص
سوف يطلب منك الإستلقاء على طاولة صلبة متحركة. ثم بتحريك الطاولة المتنقلة يُوضع الجزء المراد تصويره من الجسم في الجهاز الشبيه بكعكة الدونات. سوف يطلب منك البقاء ساكناً حيث أن أقل حركة قد تؤثر في جودة الصور. وقد يطلب منك فني التصوير بحبس النفس للحفاظ على جودة الصورة. وطوال فترة الفحص يقوم فني التصوير بمراقبتك من خلال نافذة صغيرة. كما يتوفر أيضاً جهاز إتصال داخلي يسمح للاتصال بينك وبين فني التصوير. ولدى نهاية الفحص يمكنك العودة فوراً لمتابعة أعمالك الاعتيادية.
أَحْيَانًا قد يقرر أخصائي التصوير الطبقي المحوري إعطاءك حقنة وريدية من المواد الملونة (صِبْغ) من أجل توضيح ما يشاهد في الصور. عندها يقوم فني التصوير بوضع إبرة وريدية يحقن من خلالها الصبغ. وعند حقن الصبغ قد تشعر باحساس دافئ عام وبطعم معدني في الفم. في بعض حالات تصوير الجهاز الهضمي (البطن) قد يُطلب نوع آخر من الصبغة يكون عن طريق الشرب وذلك للحصول على تشخيص أدق بحسب الحالة. تُشرب هذه الصبغة قبل الفحص بساعة إلى أربع ساعات بحسب نوعه.

## صور مقطعية ثلاثية الأبعاد
غالبا ما تُجمع الصور الثنائية الأبعاد المأخوذة ومعالجتها بواسطة برامج حاسوبية خاصة للحصول على صور ثلاثية الأبعاد. فمثلا عند تصوير العمود الفقري، الصورة الثنائية الأبعاد تظهر فقط فقرة واحدة من العمود الفقري، أما الصورة الثلاثية الأبعاد تظهر موضع الفقرة بالنسبة للفقرات المحيطة بها وأيضاً تظهر الغضاريف التي تربط الفقرات ببعضها البعض. بعد الانتهاء من معالجة الصورة الناتجة، يُضاف الألوان إليها بهدف تسهيل التمييز بين الأعضاء المختلفة. الهدف من هذه الصور هو مساعدة الأطباء عند القيام بالعمليات الجراحية. عادة ما تكون الأعضاء القريبة من الناظر شبه شفافة حتى يتمكن من رؤية النصف الآخر من الصورة
.

## الآثار السلبية للتصوير المقطعي المحوسب
الأشعة المستخدمة في التصوير المقطعي تؤذي الخلايا في الجسم والحموض النووية الأمر الذي يسبب سرطانات مختلفة ، كما أنَّ التصوير المقطعي المستخدم في تشخيص الأورام السرطانية، قد يسبب مرض السرطان. كمية الأشعاعات الناتجة من هذه الأجهزة تزيد عن الكمية الناتجة من الأشعة السينية بأكثر من ألف مرة. أيضا الكثير من المرضى يخضعون للتصوير أكثر مما ينبغي، الأمر الذي يزيد احتمالية اصابتهم بالسرطان. يرجح العلماء أن ما يقارب % 5 من السرطانات في المستقبل سيكون سببها التصوير الطبي بكافة أنواعه. احتمال الإصابة بالسرطان تختلف بحسب عمر الشخص. يمكن خفض كمية الأشعاعات الناتجة عند تصوير الأطفال بهدف حمايتهم حيث أن الأطفال أكثر عرضة للإصابة بالسرطان مقارنة مع البالغين. على الرغم من أن للتصوير المقطعي آثار جانبية، لا يمكن الاستغناء عنه أو استبداله بطرق تصوير أخرى.

## كمية الإشعاعات ودقة الصورة
يوجد تناسب طردي واضح بين كمية الأشعة السينية الصادرة من الجهاز ووضوح الصورة الناتجة، فكلما ازدادت كمية الأشعة ازدادت دقة الصورة ، والعكس صحيح. ولكن بعد الأخذ بعين الاعتبار أن هذه الأشعة يمكن أن تسبب سرطان وخلل جيني، يجب إبقاء كمية هذه الأشعة تحت حد معين. يمكن تخفيض كمية الإشعاعات مع إبقاء دقة الصورة مقبولة من خلال إتباع الوسائل التالية:1 تغيير كمية الأشعة وفقا لعمر، وزن، وجنس المريض ووفقا للعضو المراد تصويره. 2 التأكد أن التصوير المقطعي المحوسب هو الوسيلة الأنسب لحالة المريض. 3 تطوير البرنامج المستخدم في التصوير للحصول على صور ذات جودة أعلى من أشعة سينية أقل.

## أجيال جهاز المسح المقطعي
تصنف أجهزة المسح المقطعي إلى عدة أجيال حسب تطور آلية المسح وسرعته والمدة الزمنية المستغرقة لتكوين الصورة:

### الجيل الأول
استخدم الجيل الأول من الماسحات المقطعية شعاع بسمك قلم الرصاص يوجه إلى الجسم ويرصدها كاشف واحد أو اثنين فقط. والصور يُجمعها مسحٌ دوراني وانتقالي حيث يكون مصدر أشعة إكس والكاشف مثبتان في جهاز يسمى الجانتري gantry ويدوران بالنسبة لبعضهما البعض بحيث يكون جسم الإنسان في محور الدوران لهما، وتقدر المدة الزمنية للصورة الواحدة حوالي 4 دقائق حيث يكون الجانتري قد عمل دورة كاملة 360 درجة ثم ينتقل الجانتري لمسح جزء آخر من جسم الإنسان، وكان استخدام هذا الجيل يتطلب غمر جسم المريض في حوض مائي لتقليل تعرضه لأشعة إكس.

### الجيل الثاني
طُوّر جهاز المسح المقطعي بحيث زاد عدد الكواشف وأصبح شعاع أشعة إكس أكثر اتساعًا ليغطي الكواشف المقابلة له، طريقة المسح لا زالت شبيه بطريقة المسح المستخدمة في الجيل الأول، وتكون عن طريق مسح دائري وانتقالي حول جسم الإنسان، وزيادة عدد الكواشف وزيادة اتساع أشعة إكس أدى إلى أن تكون دورة المسح لكل مقطع من مقاطع الجسم تغطي 180 درجة بانتقال 30 درجة بدلًا من درجة واحدة كما كان في الجيل الأول مما أدى إلى تقليل زمن المسح.

### الجيل الثالث
طرأ تطور ملحوظ على الجيل الثالث من حيث السرعة في الحصول على الصورة، وذلك بإلغاء الحركة الانتقالية وجعل الحركة دائرية فقط، مما جعل زمن المسح ثانية واحدة فقط. وللتخلص من الحركة الانتقالية أثناء المسح في الجيل الثالث صُممت الكواشف التي ترصد أشعة إكس التي تنفذ من جسم الإنسان على شكل قوس مما يحافظ على مسافة ثابتة بين مصدر أشعة إكس والكواشف أثناء الدوران. وأُضيفت حواجز بين المريض وأشعة إكس وبين المريض والكواشف لنضمن حزمة رقيقة من أشعة إكس التي تنفذ إلى جسم الإنسان مما يقلل من تعرضه للأشعة.

### الجيل الرابع
صُمم الجيل الرابع مشابهًا للجيل الثالث من ناحية المسح بحركة دائرية فقط، والإضافة التي طرأت هي على الكواشف التي تُثبت على كامل محيط الجانتري والتي بلغ عددها 1000 كاشف، مما جعل الحركة مقصورة على مصدر أشعة إكس فقط مع ثبات الكواشف لأنها تحيط كامل الجانتري. هذا التصميم جعل مسح مقطع كامل للجسم لا يستغرق أكثر من ثانية واحدة، وبهذه الطريقة يكون الجهاز قد صور باستخدام الأشعة السينية كل المنطقة.

CT تصوير الدماغ
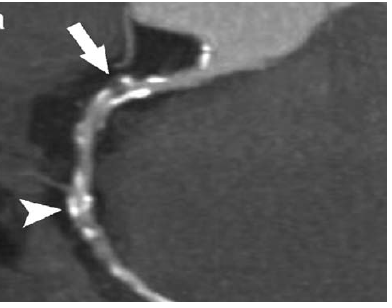
CT-Angiography يبين تصلب في الشرايين

## تصوير مقطعي محوسب أم بالرنين المغناطيسي
يستخدم للفحص الابتدائي للكشف على أصابات العظام أو إصابات المفاصل عادة الفحص بالأشعة السينية ، فهي سريعة ومعتدلة التكلفة. أما في الحالات التي تتعلق بإصابات في الرأس فيكون التصوير المقطعي المحوسب الاختيار الأول، حيث عن طريقه يمكن معرفة وجود نزيف في الدماغ أو كسر في الجمجمة خلال دقائق . أما لتشخيص الأنسجة المرنة فيستخدم التصوير بالرنين المغناطيسي ، مثل الكشف على الغضاريف والأوتار والأنسجة الضامة والأنسجة العضلية. تلك الأنسجة تتميز باختلافات بسيطة في الكثافة مما يجعل التصوير المقطعي المحوسب لا يعطي التشخيص الدقيق. وللتشخيص في مناطق البدن، مثل الكشف على حصوة المرارة أو تغييرات في الكبد أو حصوة في المثانة فيكفي الفحص بالموجات الفوق صوتية.
يعتمد التصوير المقطعي المحوسب على التصوير بأشعة إكس ، ويعتمد التصوير بالرنين المغناطيسي على استخدام المجال المغناطيسي والأشعة الكهرومغناطيسية . وبينما تكون تكلفة جهاز التصوير المقطعي المحوسب في حدود عدة مئات الآلاف دولار فتصل تكلفة جهاز التصوير بالرنين المغناطيسي إلى ملايين الدولارات.

## الاحتراس في الاستخدام
من مساوئ التصوير المقطعي المحوسب هو الجرعة الكبيرة نسبيا من الإشعاع التي يتعرض إليها الجسم . فخلالها يتعرض الجسم إلى كمية إشعاع تعادل 1000 مرة للتشخيص بالأشعة السينية على الصدر .
وتعادل 50 مرة ل تصوير الثدي الشعاعي. لهذا فلا بد للطبيب الموازنة بين استخدامها لما لها من مزايا في التشخيص الدقيق والعلاج وبين المضار .
وطبقا لإحصائية هاير الألمانية : في عام 2003 استخدم التصوير المقطعي المحوسب في 6% من جميع التشخيصات بواسطة أشعة إكس ، ولكنها مثلت 50% من أشعة إكس المستخدمة طبيا. وفي الولايات المتحدة الأمريكية أجريت نحو 52 مليون تصوير مقطعي محوسب، ويقدر المختصون أن ثلث تلك التشخيصات لم تكن ضرورية.
يمكن للإشعاع المستخدم في الأشعة المقطعية أن يدمر خلايا الجسم، بما في ذلك جزيئات الحمض النووي، التي يمكن أن تؤدي إلى السرطان. وفقا للمجلس الوطني للحماية الإشعاعية والقياسات، بين 1980s و 2006 ، زاد استخدام الأشعة المقطعية ستة أضعاف (+ 500 ٪). الجرعات الإشعاعية الواردة من الأشعة المقطعية متغيرة. عند المقارنة بأدنى جرعة بالأشعة السينية العادية (xray) ، يمكن أن تزيد جرعة الأشعة المقطعية عنها بـ 100 إلى 1000 مرة. ومع ذلك، فإن الأشعة السينية في العمود الفقري القطني لها جرعة مشابهة مثل الأشعة المقطعية على الرأس.
وتحذر المجلة الطبية „New England Journal of Medicine“ من أن ما أجري حتى الآن من تصوير مقطعي محوسب قد يرفع نسبة المصابين بأورام سرطانية بنسبة
1,5–2 %
خلال العقود القادمة، ولكن المؤلفون يقرون بأن فائدة الطريقة أكبر من مضارها . وتشير أحصائية أمريكية أجريت عام 2009 أن 70 مليون عملية تصوير مقطعي محوسب أدت إلى نحو 29.000 حالة سرطان تتسبب في موت نحو 14.500 بهذا المرض سنويا .
| Untersuchung                          | جرعة مكافئة (مللي زيفرت) |
| ------------------------------------- | ------------------------ |
| تصوير الصدر بأشعة إكس                 | 0,02 – 0,1               |
| [[مقدار الإشعاع من مصادر طبيعية سنويا | 2,1                      |
| تصوير مقطعي للرأس                     | 1,5 – 2,3                |
| تصوير الثدي الشعاعي                   | 3                        |
| تصوير مقطعي محوسب للبدن               | 5,3 – 10                 |
| تصوير مقطعي للصدر                     | 5,8 – 8                  |
| تصوير مقطعي للصدر والبدن              | 9,9                      |

Beachte: Die effektive Dosis wird in  anders berechnet als in.